# Édson Bastos
Édson Bastos Barreto, mais conhecido como Édson Bastos (Foz do Iguaçu, 3 de novembro de 1979), é um ex-futebolista brasileiro que atuava como goleiro.

## Início da Carreira

### Outros Clubes
Édson Bastos começou sua carreira no Figueirense, rodou por clubes menores de Santa Catarina até firmar-se como goleiro titular do Figueira em 2002, onde ficou até 2005.
Depois disso atuou pela Portuguesa sem brilho, disputou o Campeonato Brasileiro de 2006 pelo Fortaleza.
Em 2007, jogou o Campeonato Paulista pela equipe do Guaratinguetá, consagrando-se Campeão Paulista do Interior daquele ano.

### Coritiba
Ainda em 2007, foi jogar pela equipe do Coritiba, onde conquistou o título do Campeonato Brasileiro da Série B de 2007.
No ano de 2008, conquistou com o Coritiba o título do Campeonato Paranaense.
No dia 20 de janeiro de 2010, Édson Bastos completou 100 jogos pela equipe do Coritiba. No mesmo dia, o Coritiba ganhou de 4 a 1 do Rio Branco. Nesse mesmo ano de 2010, conquistou o Campeonato Paranaense e o Campeonato Brasileiro da Série B, sendo titular absoluto nas duas campanhas.
Pelos títulos conquistados, por seu compromisso com o clube, por sua liderança dentro e fora de campo, por sua empatia com a torcida, e sobretudo por suas importantes defesas e excelentes atuações, colocou seu nome no rol dos grandes ídolos coritibanos da década de 2000. É apontado também como uns dos melhores goleiros a atuar pelo Coritiba nos últimos 25 anos.
No dia 17 de agosto de 2011, Édson Bastos completou 200 jogos pela equipe do Coritiba em uma vitória de 3x2 sobre o Santos na Vila Belmiro. Neste jogo, Édson Bastos defendeu um pênalti cobrado por Borges.

### Ponte Preta
Em maio de 2012, Édson Bastos foi confirmado como o novo reforço da Ponte Preta.

### Foz do Iguaçu
Em dezembro de 2014, acertou para a temporada de 2015, com o Foz do Iguaçu, clube de sua cidade natal. Édson ajudou a equipe a ser uma das surpresas do estadual, mas devido a problemas salariais, pediu seu desligamento antes do início do Campeonato Brasileiro da Série D, em junho.

## Títulos
Figueirense
- Campeonato Catarinense: 2002, 2003 e 2004

Guaratinguetá
- Campeonato Paulista do Interior: 2007

Coritiba
- Campeonato Brasileiro da Série B: 2007, 2010[15]
- Campeonato Paranaense: 2008, 2010, 2011 e 2012

Ponte Preta
- Campeonato Paulista do Interior: 2013